# Delage Type 2 LS
Der Delage Type 2 LS war ein Rennwagen der französischen Marke Delage.

## Beschreibung
Die nationale Zulassungsbehörde erteilte dem Fahrzeug mit der Fahrgestellnummer 8799 und der Motornummer 1 am 26. Mai 1922 die Genehmigung. Delage setzte das Modell nur 1923 und 1925 bei jeweils einem Rennen ein. Nachfolger wurde der Delage Type 2 LCV.
Die Basis war der Delage Type DE. Dessen Vierzylindermotor wurde etwas verkleinert, damit er das Hubraumlimit einhielt. Er hatte 70 mm Bohrung und 130 mm Hub. Das ergab 2000 cm³ Hubraum und 12 Cheval fiscal. Der Motor leistete 75 PS (55 kW). Als Höchstgeschwindigkeit sind 120 km/h angegeben.
Das Fahrzeug hatte 1320 mm Spurweite und 2980 mm Radstand und  wog leer 900 kg. 
Insgesamt entstanden zwei Fahrzeuge.

## Renneinsätze
Am 15. Juli 1923 fand der Gran Premio de San Sebastián statt. Charles Belben startete mit der Nummer 17 und erreichte den zweiten Platz in der Klasse bis 2 Liter Hubraum.
Am 20. September 1925 war der Gran Premio de Tourisme de San Sebastián. André Marandet startete, fiel aber aus.
| Datum         | Veranstaltung                            | Ort           | Fahrzeug  | Team             | Ergebnis                                  |
| ------------- | ---------------------------------------- | ------------- | --------- | ---------------- | ----------------------------------------- |
| 15. Juli 1923 | Gran Premio de San Sebastián             | San Sebastián | Type 2 LS | Charles Belben/? | Platz 2 in der Klasse bis 2 Liter Hubraum |
| 20. Sep. 1925 | Gran Premio de Tourisme de San Sebastián | San Sebastián | Type 2 LS | André Marandet   | Ziel nicht erreicht                       |